# Super Probotector: Alien Rebels
Super Probotector: Alien Rebels är ett dator/TV-spel från 1992 av Konami till Super Nintendo. Det är en PAL-regionens konvertering av det spel som i Japan heter Contra Spirits (魂斗羅スピリッツ Kontora Supirittsu?) och i Nordamerika som Contra III: The Alien Wars, där man spelar som två mänskliga kommandosoldater istället för två robotar. Den futuristiska handlingen, med utomjordisk invasion, behölls dock även i den nordamerikanska varianten. Spelet har sex banor, varav två av dem spelas från en vinkel uppifrån. De fyra andra banorna är sidoscrollade, från vänster till höger, med lite olika plattformsmoment.
I grundarsenalet finns bara en kulspruta som skjuter runda små kulor. Vapnet uppgraderas med hjälp av föremål som kommer flygande vid särskilda platser på varje bana. Det går att byta mellan två olika vapen.
Spelet innehåller fem olika bossar, samt tre minibossar.
Spelar man ensam använder man den grå roboten, och är man två tillkommer en röd robot som spelare två använder.

## Handling
Året är 2636. Jorden angrips återigen av de utomjordiska Röda falkarna.

### Fotnoter
1. ↑  ”Pages in category "Post-apocalyptic video games"”, Category:Post-apocalyptic video games - Wikipedia (på engelska), läs online.[källa från Wikidata]
2. ↑  ”Contra III: The Alien Wars” (på engelska). Gamefaqs. 11 mars 1992. https://www.gamefaqs.com/snes/563543-contra-iii-the-alien-wars. Läst 7 mars 2017.
3. ↑  ”Contra III: The Alien Wars” (på engelska). Mobygames. 11 mars 1992. https://www.mobygames.com/game/contra-iii-the-alien-wars. Läst 7 mars 2017.